# はこだてライナー
はこだてライナーは、北海道旅客鉄道（JR北海道）が、函館本線の函館駅 - 新函館北斗駅間で運行している普通列車・快速列車である。

## 概要
2016年（平成28年）3月26日に北海道新幹線の新青森駅 - 新函館北斗駅間が開業するのに伴い、函館駅 - 新函館北斗駅間を結ぶ新幹線アクセス列車として運行を開始した。
列車名は、2014年（平成26年）11月20日から12月22日まで一般公募を行い、公募順位1位であることと、目的地である"函館"と"ライナー"を掛け合わせた愛称であり、親しみやすく分かりやすいこととして決定した。

## 運行概況
函館駅 - 新函館北斗駅間に定期列車16往復32本を設定し、朝の上り始発列車と深夜の下り最終列車を除き、全ての新幹線「はやぶさ」・「はやて」と接続する。そのうち、下り6本・上り7本は快速列車として運行される。また、北海道新幹線開業直後とゴールデンウィーク・年末年始など多客期は、臨時快速列車が最大3往復増発される。
新幹線開業まで、函館駅 - 七飯駅間で運転されていた区間列車（かつての「うきうき号」）のほとんどが、「はこだてライナー」の普通列車に置き換えられており、函館の郊外輸送の役割も担っている。
なお、函館駅 - 大沼公園駅・森駅・長万部駅間を運行する普通列車は「はこだてライナー」とはならない。

## 停車駅

### 快速列車
函館駅 - 五稜郭駅 - 新函館北斗駅

### 普通列車
函館駅 - 五稜郭駅 - 桔梗駅 - 大中山駅 - 七飯駅 - 新函館北斗駅

## 使用車両・編成
全列車が函館運輸所所属の733系1000番台電車（3両編成）を使用する。なお、道南地区の国鉄・JRの路線で、普通列車に電車が使われるのは初めてとなる。 
なお、3両編成の定員は441人で、新幹線の1編成の定員（731人）に対して大幅に少ないことから、多客時には2編成を連結した6両での運転を行うこともある。

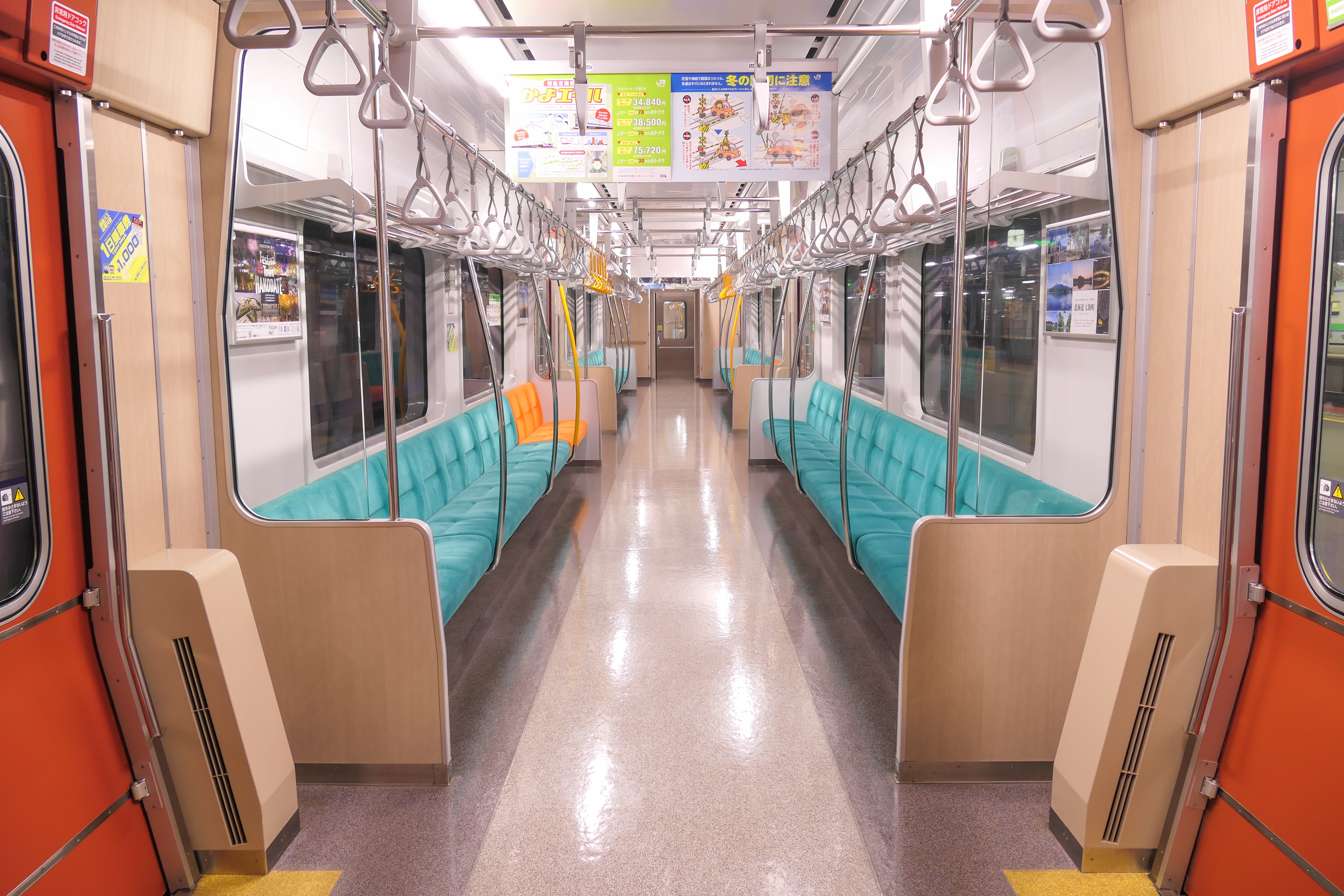
はこだてライナーの車内（2022年9月）
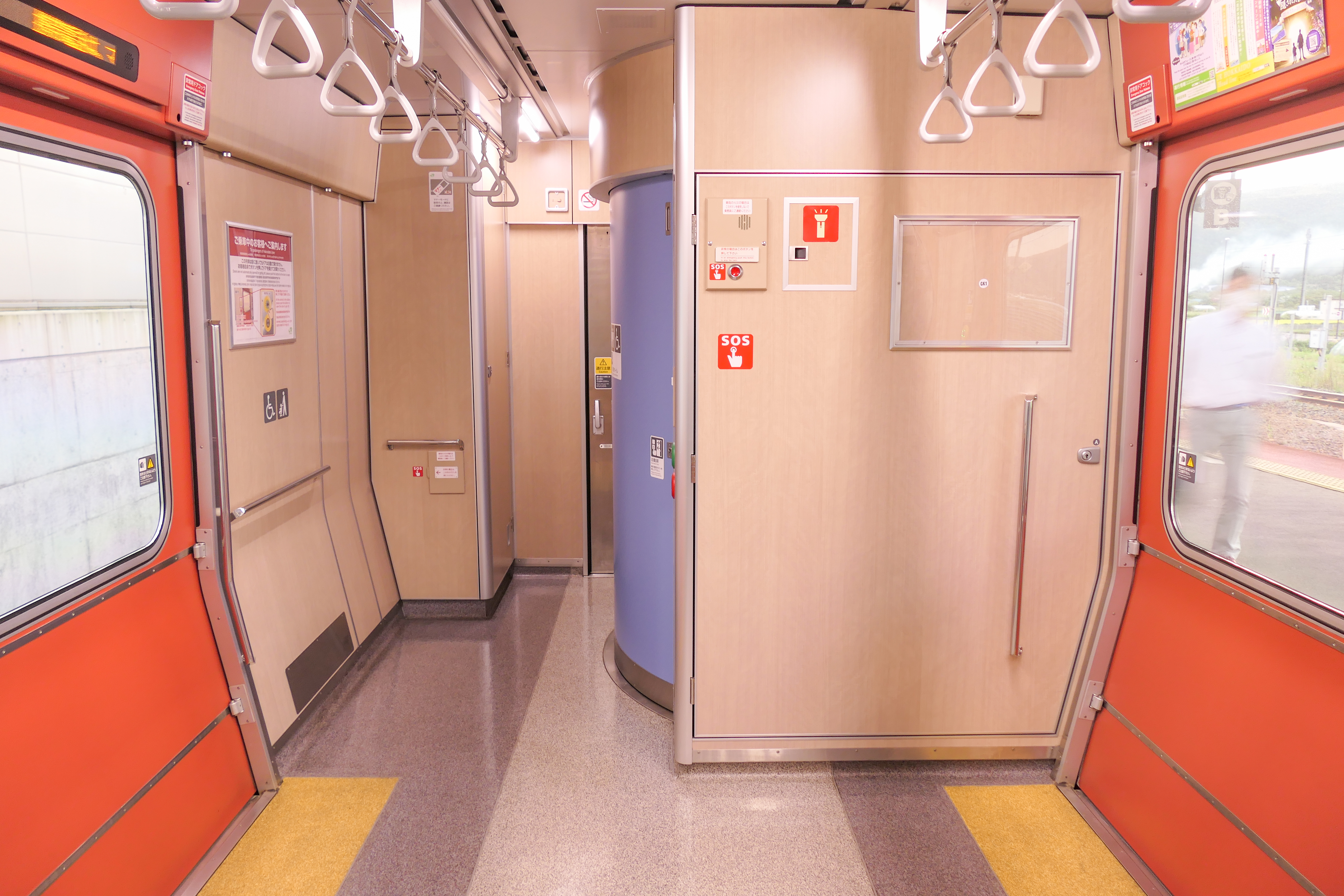
トイレと車椅子スペース（2022年9月）
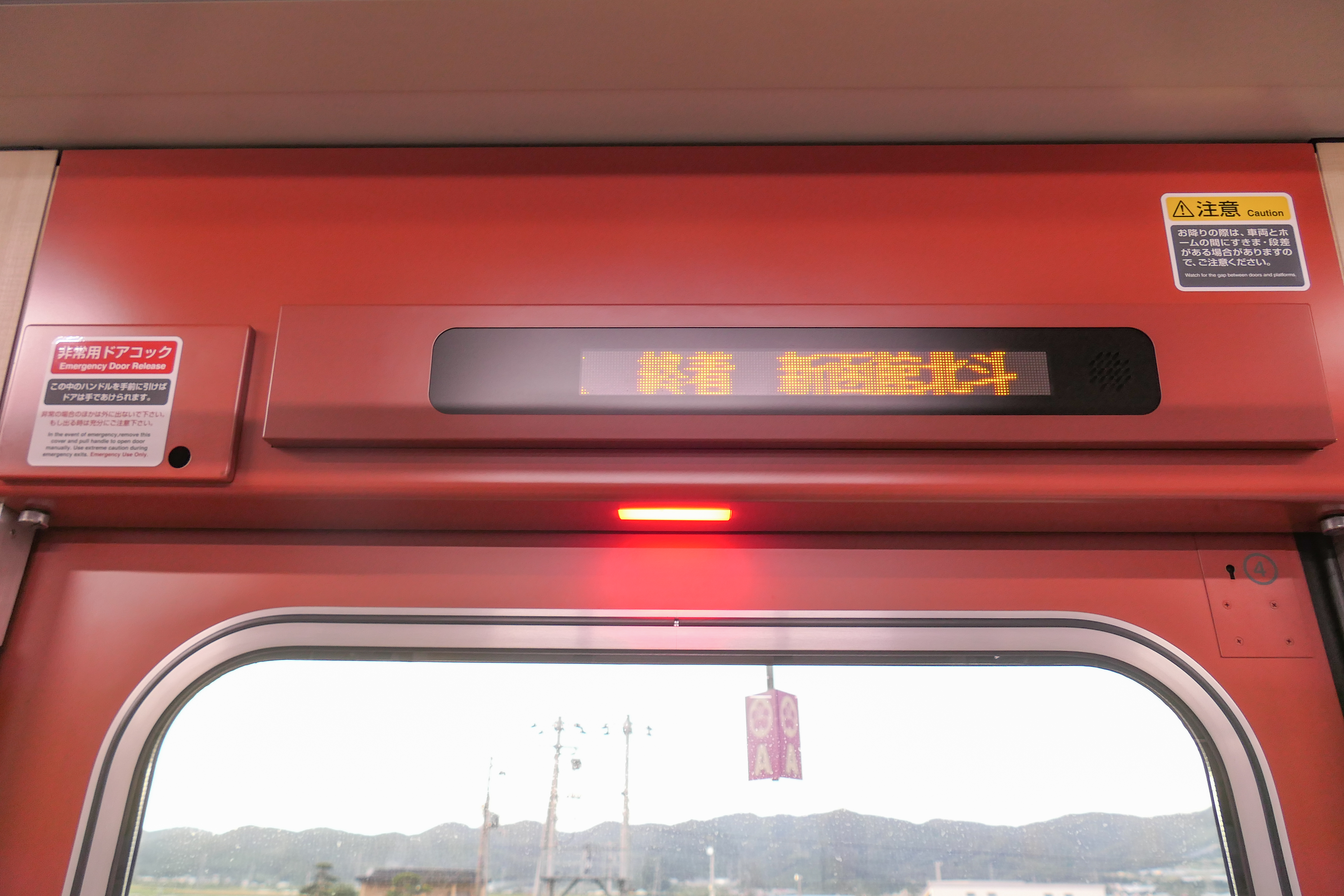
ドア上部の電光掲示板（2022年9月）
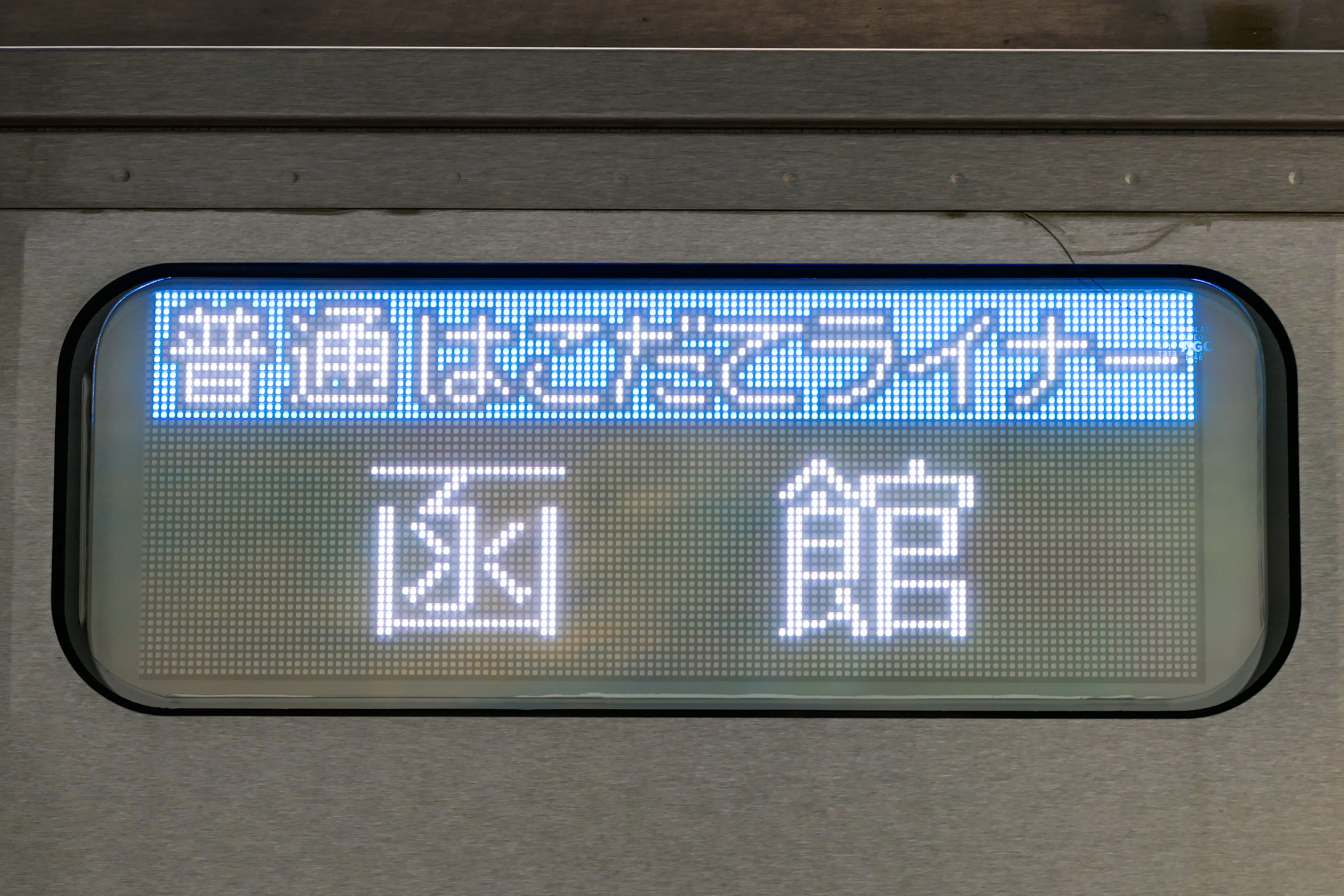
車体の行先表示器（2022年9月）

## 沿革
- 2011年（平成23年）12月13日：JR北海道が、北海道新幹線の新青森駅 - 新函館駅（仮称）間開業に合わせて、函館駅 - 新函館駅（仮称）間を結ぶアクセス列車を導入することを発表[JR 3]。
- 2014年（平成26年）11月20日：函館駅 - 新函館北斗駅間のアクセス列車用として、733系1000番台電車を導入すると発表[JR 4]。また、同日から同年12月22日まで、アクセス列車の愛称名の公募を実施[JR 5]。
- 2015年（平成27年）
  - 2月12日：列車名が「はこだてライナー」に決定[JR 1]。
  - 9月16日：運行計画の概要が発表され、運行本数が1日16往復に決定[JR 6]。
  - 12月18日：運行体系の詳細が発表される[JR 2]。
- 2016年（平成28年）3月26日：ダイヤ改正。「はこだてライナー」運転開始[JR 2]。
- 2017年（平成29年）3月4日：ダイヤ改正。一部の「はこだてライナー」の時刻を見直し[JR 7]。
- 2018年（平成30年）3月17日：ダイヤ改正。一部の「はこだてライナー」の時刻を見直し[JR 8]。また、深夜の函館発の「はこだてライナー」の運転時刻を57分繰り下げ[注釈 2][JR 8]。
- 2019年（平成31年）3月16日：ダイヤ改正。青函トンネル内の最高速度引き上げによる「はやぶさ」「はやて」の所要時間短縮に伴い、「はこだてライナー」の運転時刻を見直し[JR 9]。
- 2020年（令和2年）5月2日 - 5月6日：新型コロナウイルス感染症（COVID-19）の影響による北海道新幹線で運行予定であった臨時「はやぶさ」の運休の影響で、運休する列車に接続する臨時快速「はこだてライナー」を運休[注釈 3][JR 11]。
- 2021年（令和3年）3月13日：ダイヤ改正。東北新幹線の上野駅 - 大宮駅間の最高速度引き上げによる一部の「はやぶさ」の所要時間短縮に伴い、一部の「はこだてライナー」の運転時刻を見直し[JR 12]。

## 商標
「はこだてライナー」は、北海道旅客鉄道が商標として登録している。
| 登録項目等 | 内容等                     |
| ---------- | -------------------------- |
| 商標       | はこだてライナー           |
| 称呼       | ハコダテライナー，ライナー |
| 出願番号   | 商願2015-3700              |
| 出願日     | 2015年(平成27年)1月19日    |
| 登録番号   | 第5762605号                |
| 登録日     | 2015年(平成27年)5月1日     |
| 権利者     | 北海道旅客鉄道株式会社     |
| 役務等区分 | 39類（鉄道による輸送）     |